# Lanciere (1907)
Lanciere – włoski niszczyciel z początku XX wieku, uczestnik I wojny światowej, jedna z jedenastu jednostek typu Soldato. Okręt został zwodowany 28 lutego 1907 roku w stoczni Ansaldo w Genui, a do służby w Regia Marina wszedł w sierpniu 1907 roku. W 1921 roku jednostka została przeklasyfikowana na torpedowiec, a z listy floty została skreślona w marcu 1923 roku.

## Projekt i budowa
„Lanciere” był jednym z jedenastu bliźniaczych niszczycieli typu Soldato – ostatniej serii jednostek tej klasy wzorowanych na projektach stoczni brytyjskich. Okręty, zaprojektowane w stoczni Ansaldo, zbliżone były wielkością i parametrami do typu Nembo, lecz posiadały szereg udoskonaleń  wynikających z doświadczeń eksploatacyjnych poprzedników.
Okręt został zbudowany w stoczni Ansaldo w Genui. Stępkę niszczyciela położono 24 lipca 1905 roku, został zwodowany 28 lutego 1907 roku, a do służby w Regia Marina przyjęto go 1 sierpnia 1907 roku.

## Dane taktyczno-techniczne
Okręt był niewielkim, pełnomorskim niszczycielem o długości całkowitej 65 metrów (64,4 metra na linii wodnej), szerokości 6,1 metra i zanurzeniu 2,1 metra. Wyporność normalna wynosiła 395 ton, a pełna 412 ton. Okręt napędzany był przez dwie czterocylindrowe maszyny parowe potrójnego rozprężania o łącznej projektowanej mocy 6000 KM (w praktyce maszyny osiągały moc pomiędzy 5954 a 6392 KM), do których parę dostarczały trzy kotły Thornycroft. Dwuśrubowy układ napędowy pozwalał osiągnąć prędkość 28,5 węzła. Okręt zabierał zapas 90 ton węgla, co zapewniało zasięg wynoszący 1200 Mm przy prędkości 12 węzłów (lub 400 Mm przy prędkości 23,5 węzła).
Niszczyciel był uzbrojony w cztery pojedyncze działa dwunastofuntowe kal. 76 mm (3 cale) QF Ansaldo M1897 L/40. Masa działa wynosiła 625 kg, masa naboju 5,9 kg, kąt podniesienia lufy od -10 do +42°, prędkość wylotowa pocisku 674 m/s, donośność maksymalna 9850 metrów, a szybkostrzelność 15 strz./min. Uzbrojenie uzupełniały trzy pojedyncze wyrzutnie torped kal. 450 mm (17,7 cala), na jego pokładzie można było umieścić 10 min morskich. 
Załoga okrętu składała się z 3 oficerów oraz 52 podoficerów i marynarzy.

## Służba
W latach 1910–1912 podwyższono tylny maszt, zrównując jego wysokość z masztem głównym. 1 lipca 1921 roku niszczyciel został przeklasyfikowany na torpedowiec. Jednostka służyła do 4 marca 1923 roku, kiedy została skreślona z listy floty.